# Senice na Hané
Senice na Hané település Csehországban, az Olomouci járásban. Senice na Hané Vilémov, Dubčany, Těšetice, Náklo, Náměšť na Hané, Příkazy, Bílsko, Olbramice, Loučany, Senička és Cholina településekkel határos. Lakosainak száma 1776 fő (2024. január 1.).

## Népesség
A település lakosságának változását az alábbi diagram mutatja:
| Lakosok száma | 1649 | 1912 | 2209 | 1981 | 1854 | 1814 | 1788 | 1795 | 1779 | 1776 |
|               | 1869 | 1890 | 1921 | 1950 | 1980 | 2001 | 2017 | 2019 | 2022 | 2024 |